# گل ابری (گیاه)
گل ابری (نام علمی: Ageratum conyzoides) نام گونه اصلی از سرده گل ابری است که بومی مناطق حاره‌ای قاره آمریکا به‌ویژه برزیل است و در بقیه نقاط جهان یک علف هرز به شمار می‌رود.

## نگارخانه

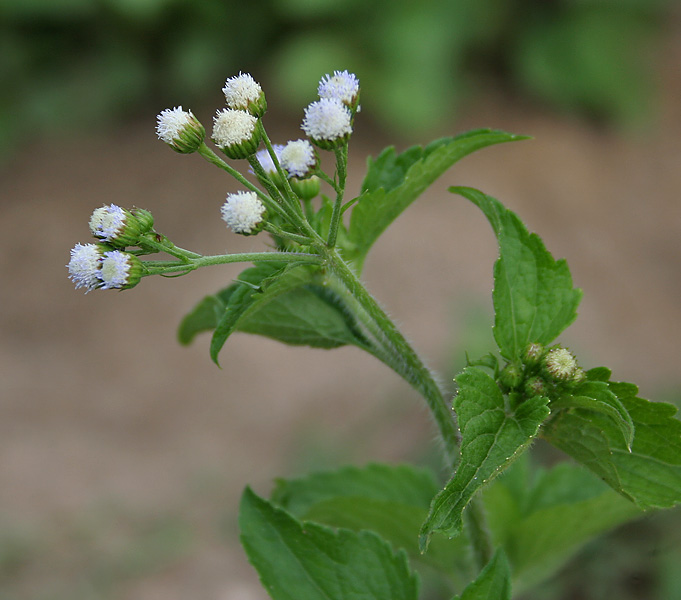
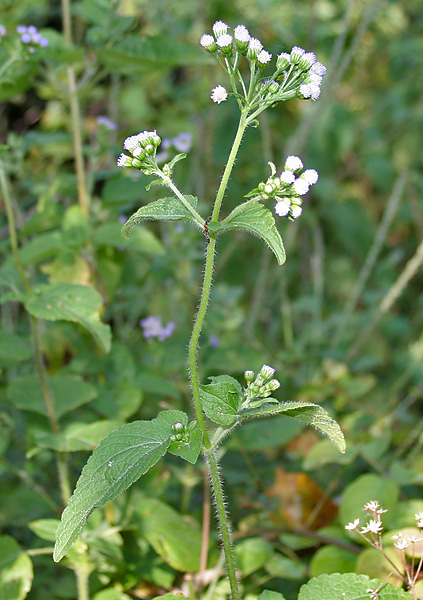
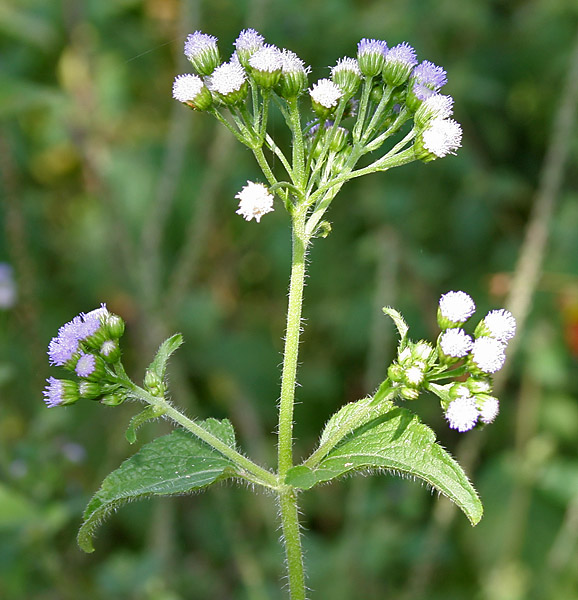
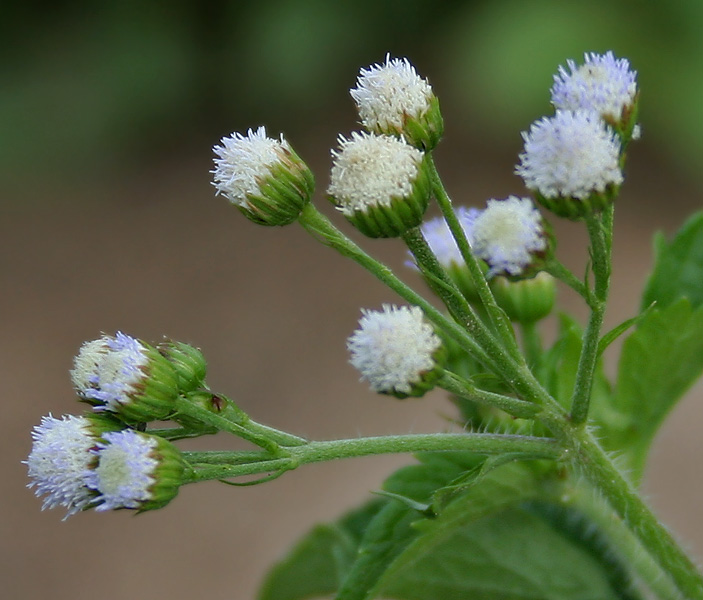
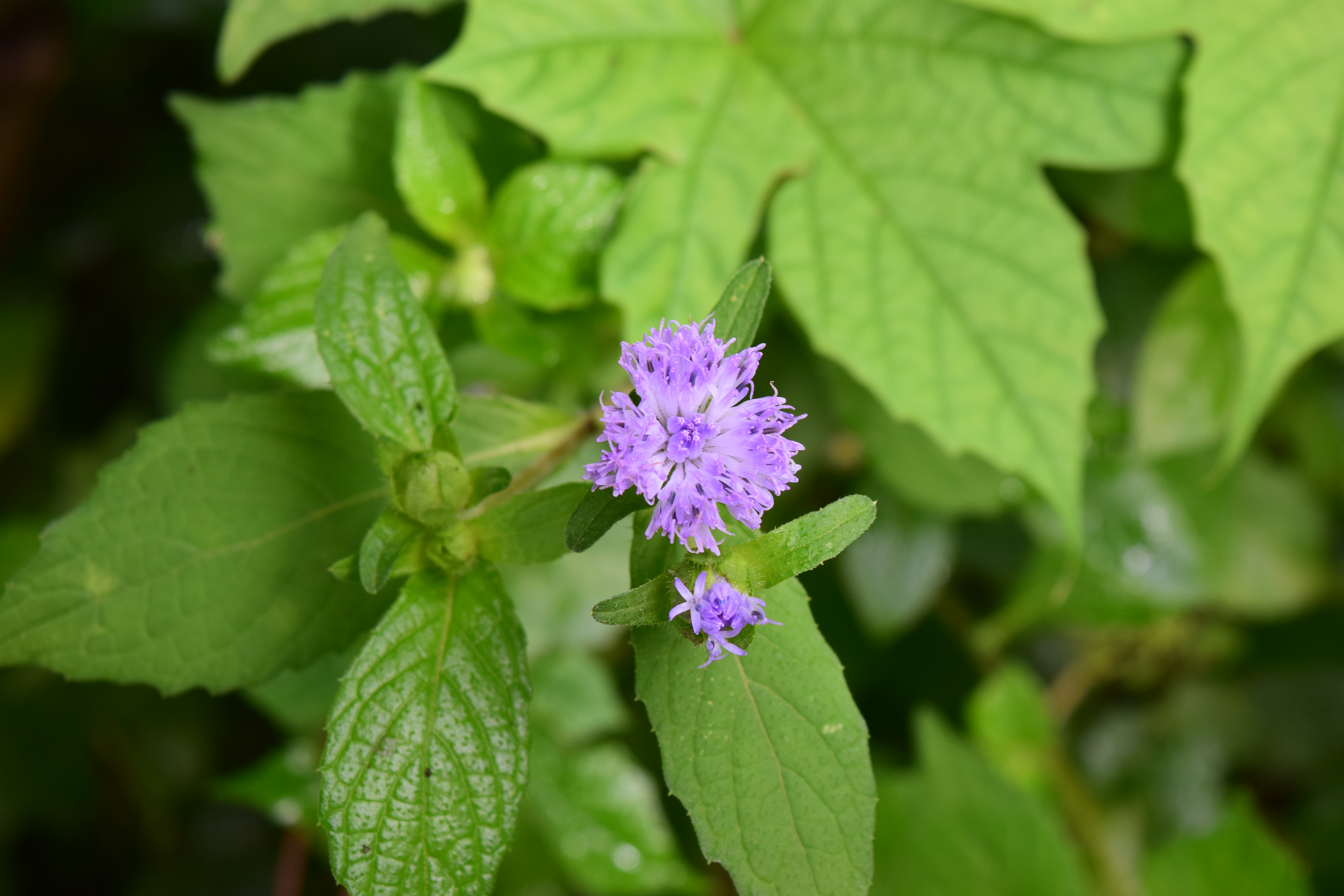